# Tut-Tut / Fafouin
Albums de Patof
Gare... à Patof
(1976) Super Patof
(1976)
Tut-Tut / Fafouin est un album de contes et de chansons de Monsieur Tut-Tut et Fafouin, commercialisé en 1976.
Il s'agit du vingtième album de la série Patof, il porte le numéro de catalogue PA 39313 (C 1129/30).
Monsieur Tut-Tut et Fafouin sont des personnages de la série télévisée québécoise pour enfants Patofville, interprétés respectivement par Denis Drouin et Roger Giguère.
Midas participe à la piste intitulée Les gags de Fafouin.

## Titres
| 1. | Mon nom est Tut-Tut        | Pierre Laurendeau, Claude Leclerc | Tut-Tut | 3:32  |
| 2. | Bienvenue à la gare        | Pierre Laurendeau, Claude Leclerc | Tut-Tut | 3:21  |
| 3. | Le train bleu pour la lune | Claude Leclerc                    | Tut-Tut | 10:35 |

| 4. | Pourrrr... quoi     | Pierre Laurendeau, Claude Leclerc | Fafouin         | 3:00  |
| 5. | Les gags de Fafouin | Roger Giguère                     | Fafouin & Midas | 16:24 |

## Crédits
- Arr. Orch. : Denis Lepage